# Escenario de campaña
Un escenario de campaña es un universo de ficción concebido para que se desarrollen en él las aventuras y campañas de un juego de rol. Si bien el director de juego puede crear su propio mundo, diversas editoriales publican escenarios de campaña pregenerados para facilitarle su labor.

## Escenarios de campaña paraDungeons & Dragons

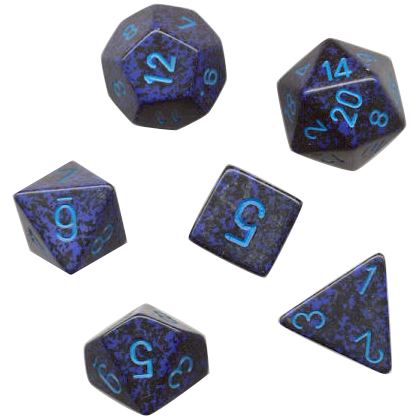
Dados de 4 a 20 caras.

Dungeons & Dragons es uno de los juegos de rol para los que más escenarios de campaña han sido concebidos. He aquí los ejemplos más conocidos:
- Falcongris[1] (Greyhawk en inglés, el escenario de campaña por defecto)
- Sol Oscuro[2][3] (Dark Sun en inglés)
- Dragonlance[4]
- Reinos Olvidados[5] (Forgotten Realms en inglés)
- Ravenloft
- Eberron
- Planescape[6]
- Spelljammer[7]
- Birthright
- Mystara

## Otros escenarios de campaña
- Uno de los escenarios de campaña de mayor éxito de la historia de los juegos de rol es el llamado Mundo de Tinieblas, creado por Mark Rein-Hagen en 1991 para su juego Vampiro: la mascarada[8] y declinado desde entonces en una innumerable variedad de ambientaciones de terror y de fantasía.
- Enothril, un universo de ficción creado en 2000 por Aleksei Andrievski para su juego de rol de mismo título. Se basa en la Europa de la Edad Media (llamada aquí Eodora). Posteriormente Andrievski desarrolló este mundo ficticio, dando el nombre de Enothril a toda la Tierra.
- Mundo de las Sombras (Shadow World) es el principal escenario de campaña del sistema de juego genérico Rolemaster.[9] Aredia es un escenario de campaña amateur creado para Rolemaster por aficionados españoles entusiastas de este sistema de juego.